# حصار مالطا (رواية)
حصار مالطا (بالإنجليزية: The Siege of Malta)‏ هي رواية تاريخية بقلم السير والتر سكوت وكتبها بين عامي 1831 – 1832 ونشرت بعد وفاته في عام 2008. ويحكي قصة الأحداث حول حصار مالطا الكبير على يد الأتراك العثمانيين في عام 1565.